# Choristoneura occidentalis
Choristoneura occidentalis es una especie de polilla del género Choristoneura, tribu Archipini, subfamilia Tortricinae. Fue descrita científicamente por Walsingham en 1891.

## Distribución
Se distribuye por África: Gambia.